# Alkache Alhada
Alkache Alhada est un homme politique nigérien.
Il est ministre de l'Intérieur et de la Décentralisation dans le gouvernement Ouhoumoudou Mahamadou en avril 2021 avant un remaniement le portant au poste de Ministre du commerce en novembre 2021.